# Damon Buffini
Sir Damon Buffini (* 1962 in Leicester) ist ein englischer Geschäftsmann und derzeit Chef des Private-Equity-Unternehmens Permira.
Buffini studierte Rechtswissenschaften am St John’s College an der Cambridge University. Anschließend machte er seinen MBA an der Harvard Business School. Er ist mit der chinesischen Anwältin Deborah verheiratet. Sie haben drei gemeinsame Kinder.